# 張溥 (清朝)
張溥（17世纪？—1737年），為中國清朝官員。广东提督、代理广东总督。

## 生平
於1731年10月14日－1732年2月25日期間，奉旨代理郝玉麟擔任廣東總督。乾隆二年（1737年）正月，两广总督鄂弥达、广东巡抚杨永斌奏报，广东提督张溥身故。同年三月，加赠一级。